# ميمونة بنت علي
ميمونة بنت علي بن أبي طالب، هي بنت أمير المؤمنين علي بن أبي طالب، أول أئمة أهل البيت عند الشيعة، ورابع الخلفاء الراشدين عند أهل السنة والجماعة، وأمها أم ولد، تزوجت من عبد الله الأكبر بن عقيل بن أبي طالب، فأنجبت له محمدًا ورقية وأم كلثوم، وقيل أنها أنجبت له عقيل أيضًا.
حضرت معركة كربلاء مع زوجها، وقد قُتل زوجها في كربلاء، ورجعت إلى المدينة المنورة.